# Brunerella scriptozona
Brunerella scriptozona är en insektsart som först beskrevs av Van Duzee 1923.  Brunerella scriptozona ingår i släktet Brunerella och familjen dvärgstritar.
Artens utbredningsområde är Kalifornien. Inga underarter finns listade i Catalogue of Life.